# Allyn & Bacon
La maison d'édition Allyn & Bacon, fondée en 1868, est un éditeur de manuels d'enseignement supérieur dans les domaines de l'éducation et des sciences humaines et sociales. Elle est une filiale Pearson PLC, le grand conglomérat spécialisé dans l'édition éducative basé à Londres.
Allyn & Bacon était une société indépendante jusqu'à son rachat en 1981 par la société Esquire, Inc., société des anciens éditeurs du magazine du même nom. La société Esquire, Inc. a été vendue à Gulf + Western en 1983 et Allyn & Bacon est devenue une partie de la division éducation de Simon & Schuster. La maison d'édition Pearson aacheté les divisions éducation et manuels de références de Simon & Schuster en 1998.
En 2007, Allyn & Bacon a fusionné avec Merrill, également une société de Pearson. À la suite de la fusion, le site Web de la société est passé de ablongman.com à pearsonhighered.com. Le nom persiste encore dans quelques titres comme The Allyn & Bacon Guide to Writing de Ramage, Bean & Johnson dont la 8e édition est parue en 2018.